# 申隆生态园
申隆生态园是中華人民共和國上海市奉賢區青村鎮的一個公園，「申隆」二字意為「上海事業興隆」，生態園面積7.9平方公里，內有生態林、名為「申隆湖」的人工湖和河道。景點有經濟果林、農家樂文化一條街、鳥語島、農耕文化館等。

## 歷史
生態園建於1999年10月。
2016年起，申隆生态园改建成上海东方金融小镇。